# Rot-Schwingel
Der Begriff Rot-Schwingel beschreibt je nach Autor die zu den Süßgräsern (Poaceae) gehörende sehr heterogene, formenreiche Rot-Schwingel-Gruppe (Festuca rubra agg.) (= Sammelart). Sie umfasst nahe verwandte, in ihrer Gestalt sehr ähnliche Sippen (Taxa), die sich nach Aufblühzeitpunkten, verschiedenen Differenzen in Blatt- und Blütenmerkmalen sowie nach ihren ökologischen Präferenzen und ihrer geographischen Verbreitung differenzieren lassen.

## Verbreitung
Der Rot-Schwingel ist je nach Autor und Sippe in ganz Europa, im gemäßigten Asien, Nordafrika und Nordamerika  unterschiedlich verbreitet.

## Beschreibung
Die Merkmale werden innerhalb der verschiedenen Sippen vielfältig variiert und es existieren zahlreiche Übergänge, sodass eine Bestimmung nicht selten erschwert ist oder eine Unterscheidung von Taxa gar nicht anerkannt ist.

### Vegetative Merkmale
Bei den Arten der Gruppe handelt es sich um ausdauernde krautige Pflanzen, die Wuchshöhen von 20 bis 80 Zentimetern erreichen. Diese Gräser wachsen locker bis dicht rasig oder horstig und bilden mehr oder weniger lange unterirdische Ausläufer (Rhizome). Die Halme wachsen steif aufrecht. Die Blattscheiden sind im Gegensatz zur Sammelart der Schaf-Schwingel (Festuca ovina agg.) fast vollständig geschlossen; sie zerfasern später. Die Blatthäutchen sind sehr kurz und meist nur als schmaler häutiger Saum ausgebildet. Die Blattspreiten der Grundblätter sind zusammengefaltet und daher dickborstlich und steif. Am Übergang von der Blattscheide in die Blattspreite sind keine Öhrchen ausgebildet. Die Stängelblätter sind meist flach, matt oder graugrün.

### Generative Merkmale
Die Blütezeit erstreckt sich von April bis Oktober, je nach Sippe jedoch unterschiedlich. Die aufrechten rispigen Blütenstände sind locker und nur wenig verzweigt. Der unterste Rispenast ist etwa halb so lang wie die gesamte Rispe. Die Ährchen sind etwa 10 Millimeter lang und enthalten vier bis sechs Blütchen. Die Hüllspelzen sind bespitzt oder kurz begrannt. Die Deckspelzen sind etwa 1 bis 2 Millimeter lang begrannt.

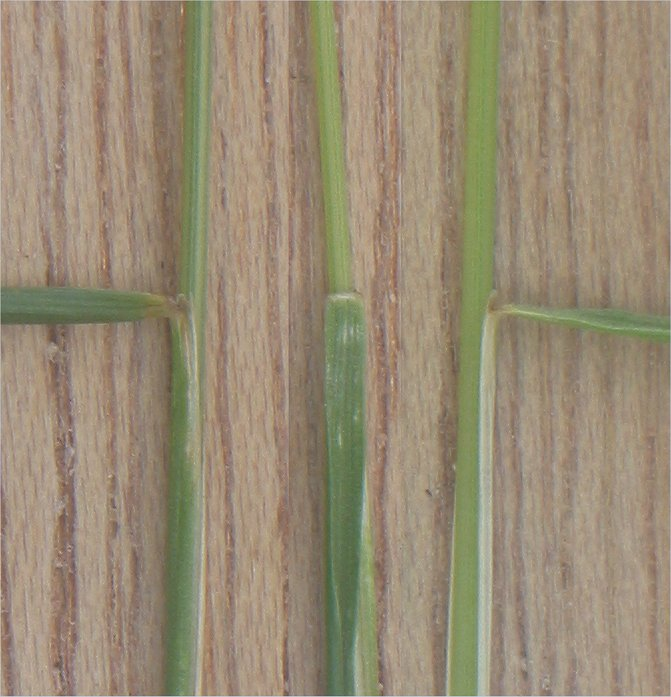
Blatthäutchen
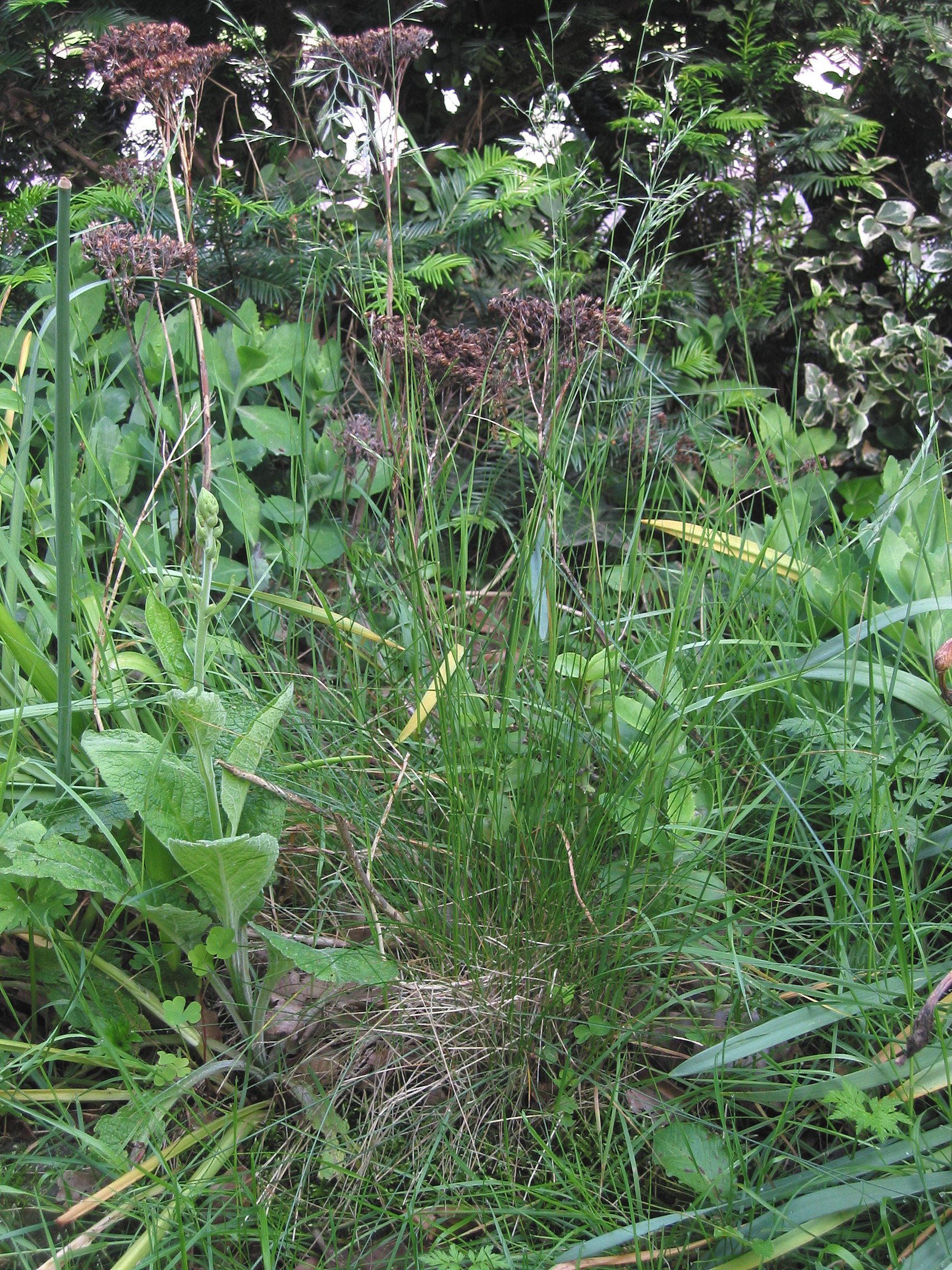
Habitus
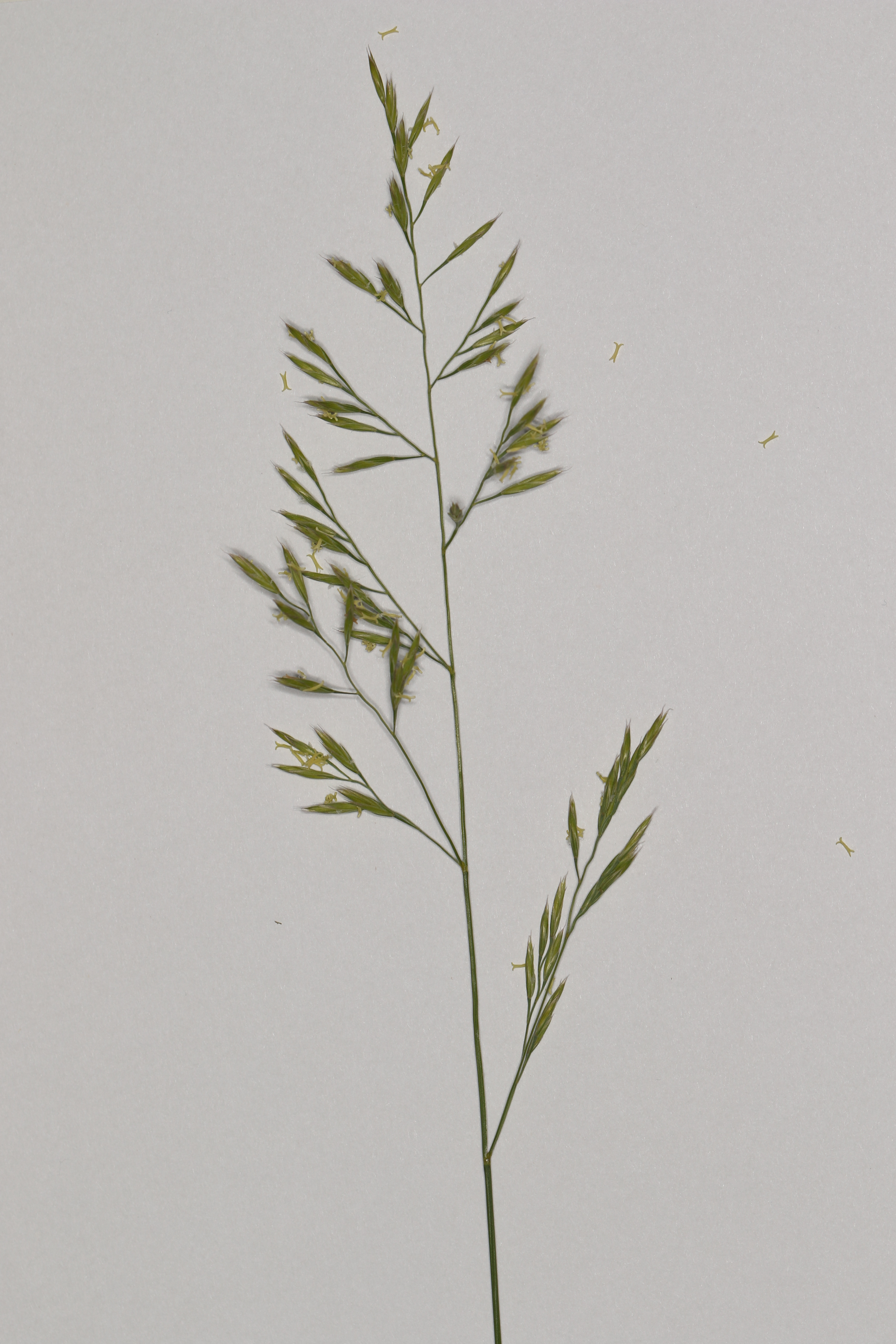
Blütenstand
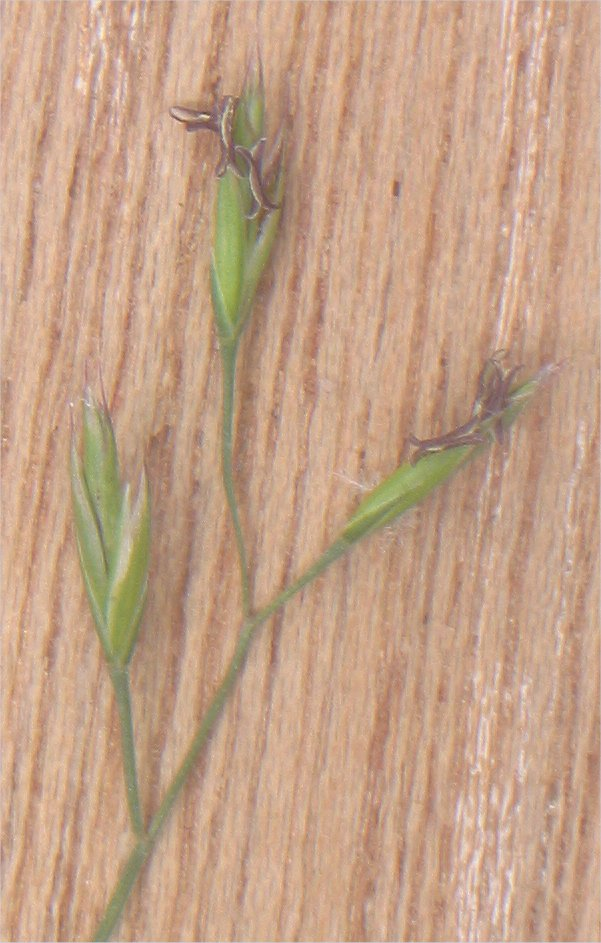
Ährchen

## Kleinarten
Ein nicht allgemein anerkanntes Konzept ist folgendes:
Die Artenliste richtet sich nach einer Bearbeitung von E. Patzke & G. H. Loos und umfasst einen Komplex sehr ähnlicher, zum Teil noch unbeschriebener Sippen.
| Deutscher Name                | Wissenschaftlicher Name                         | Lebensräume |
| ----------------------------- | ----------------------------------------------- | --- |
| Horst-Rot-Schwingel           | Festuca nigrescens Lam.                         | krautige Waldlichtungsfluren, Felsrasen, Borstgrasrasen, Glatthafer-Talfettwiesen, öffentliche Grünflächen und Anlagen, Ödland und Siedlungsbrachen, Hafengelände |
| Kurzblättriger Rot-Schwingel  | Festuca microphylla (St. Yves) Patzke           | öffentliche Grünflächen und Anlagen, kurzlebige Ruderalfluren |
| Flachblättriger Rot-Schwingel | Festuca heteromalla Pourr.                      | Feucht- und Nasswiesen, subalpine Lägerfluren |
| Haarblättriger Rot-Schwingel  | Festuca trichophylla (Ducros ex Gaud.) K.Richt. | Kalk-Pfeifengraswiesen |
| Salzwiesen-Rot-Schwingel      | Festuca salina Natho & Stohr                    | Strandnelkenrasen und Salzbinsenwiesen |
| Dünen-Rot-Schwingel           | Festuca arenaria Osbeck                         | Strandhaferdünen (Weißdünen), Küsten-Sandschillergras-Rasen |
| Gewöhnlicher Rot-Schwingel    | Festuca rubra L.                                | Magerrasen, Wiesen und Weiden, öffentliche Grünflächen und Anlagen, Verkehrswege, Ödland und Siedlungsbrachen                                                     |
| Binsen-Rot-Schwingel          | Festuca unifaria Dum.                           | Magerrasen, Tritt- und Flutrasen, Grünland-Übergangsbereiche, kurzlebige Ruderalfluren, öffentliche Grünflächen und Anlagen, Ödland und Siedlungsbrachen          |

## Verwendung
Rot-Schwingel sind ertragreiche und hochwertige Futtergräser. Sie werden von allen Tieren gerne gefressen. Sie sind weidefest.
Sie werden außerdem in Grasmischungen für Landschaftsrasen, Teppichrasen, Zierrasen, Golfgreens und Gartenrasen verwendet.